# Staroste de Cernăuți
Starostele de Cernăuți era un dregător în Moldova medievală.  